# Priit Aimla

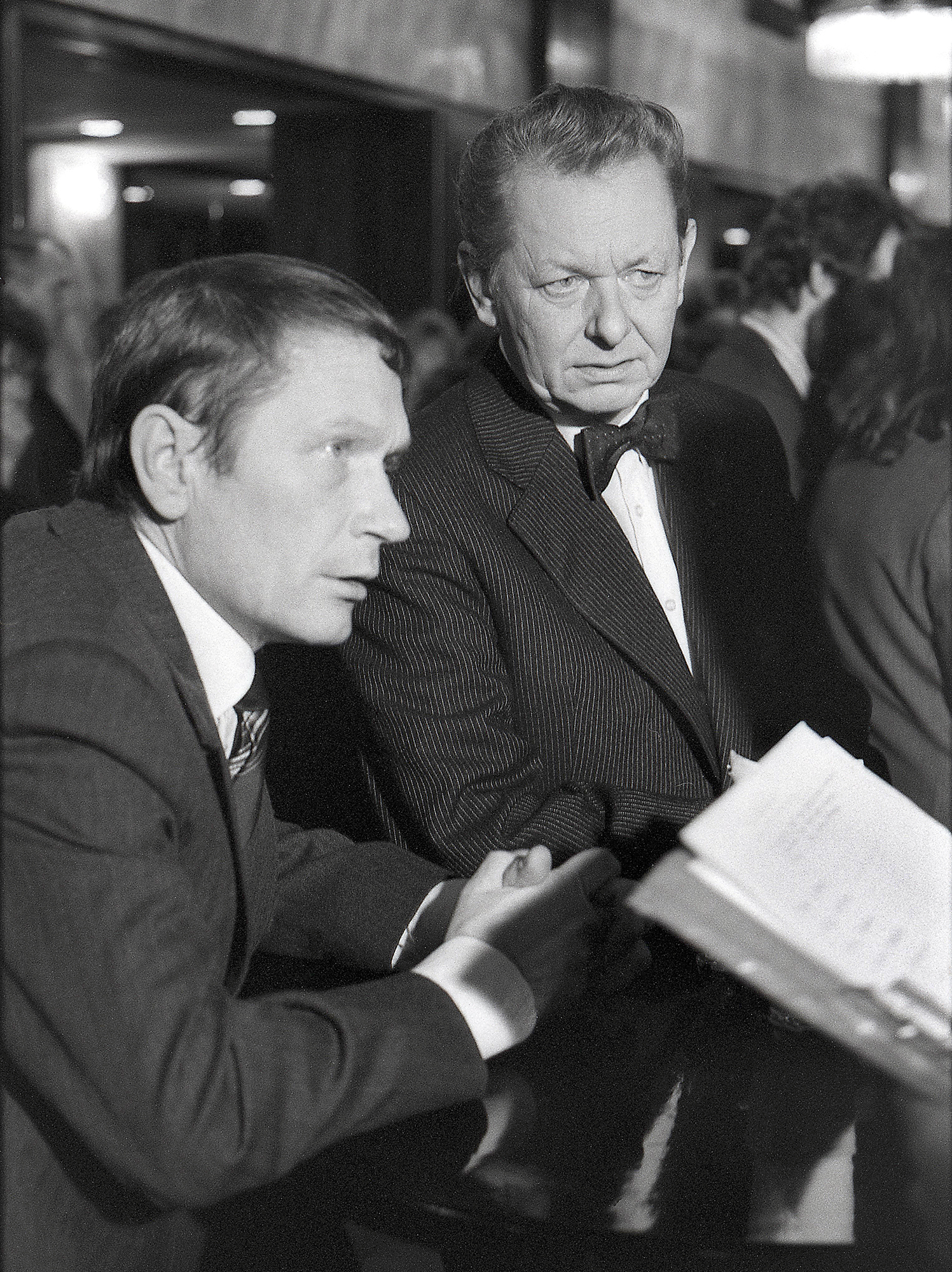
Priit Aimla (links) und Enn Vetemaa, 1988

Priit Aimla (* 19. April 1941 in Võru) ist ein estnischer Schriftsteller, Dramatiker und Humorist.

## Leben
Aimla machte 1959 in Paide sein Abitur und studierte von 1960 bis 1962 und 1965–1966 an der Universität Tartu theoretische Physik, später (1968/1969) noch ein Jahr im Fernstudium Englisch. In der dazwischenliegenden Zeit absolvierte er seinen Militärdienst. Von 1965 bis 1968 arbeitete er in der Tourismusbranche sowie parallel dazu als Sportkorrespondent der Zeitung Edasi. Seit 1968 war er bei Eesti Raadio Redakteur für Unterhaltungssendungen.
Priit Aimla war 1980 ein Unterzeichner des Briefs der Vierzig und ist seit 1983 Mitglied des Estnischen Schriftstellerverbands. Von 1992 bis 1999 war er für zwei Legislaturperioden Abgeordneter des Riigikogu.

## Werk
Aimlas erstes Hörspiel wurde 1967 gesendet, seine ersten Humoresken 1968 gedruckt. Sehr schnell avancierte er mit seinen Humoresken, die auch totalitarismuskritische Satiren umfassten und durch Wortspiele und spritzige Dialoge glänzten, zu einem der führen Vertreter der estnischen Literatur auf diesem Gebiet. Ein Kollege und Kritiker bezeichnete ihn als den „professionellsten und produktivsten Autor unserer Zerstreuungsindustrie“.
Aimla hat auch russische Humoresken ins Estnische übersetzt, u. a. Daniil Charms.

## Auszeichnungen
- 1987 Oskar-Luts-Humorpreis
- 2006 Orden des Staatswappens, IV. Klasse

## Bibliografie
- Naliaad. Humoreskid ('Pointeade. Humoresken'). Tallinn: Eesti Raamat 1973. 176 S.
- Kahe kuhja vahel ('Zwischen zwei Haufen'). Tallinn: Eesti Raamat 1976. 110 S.
- Valitud seosed ('Ausgewählte Zusammenhänge'). Tallinn: Eesti Raamat 1981. 72 S.
- Aja viide ('Zeithinweis'). Tallinn: Eesti Raamat 1987. 173 S.
- Seitse korda seitse ('Sieben mal sieben'). Tallinn: s.n. 1990. 34 S.
- Korjanduskarp ('Sammelbüchse'). Tallinn: Eesti Raamat 1991. 115 S.
- Seedrioru serenaad ('Serenade aus dem Tal der Zedern'). Toronto: Muiged 1991. 40 S.
- Ameerika onu ('Der Onkel aus Amerika'). Toronto: Muiged 1993. 52 S.
- Öösel tehtud ('Nachts hergestellt'). Tallinn: Meelejahutaja 1994. 31 S.
- Aasija astub Euroopasse ('Der Piesacker betritt Europa'). Tallinn: Avenarius 1995. 95 S.
- Me käisime seaduste mäel ('Wir waren auf dem Berg der Gesetze'). Tallinn: Riigikogu Kantselei 2000. 46 S.
- Lend üle naljasoone ('Flug über die Humorader'). Illustr. von Priit Pärn. Tallinn: Pegasus 2002. 191 S.
- Torisev vanatoi ('Der meckernde Greis'). Tartu A-Disain 2009. 56 S.
- Igal linnul oma laul ('Jedem Vogel sein Lied'). Tallinn: Tammerraamat 2009. 304 S.
- Nüsitud naljad ('Abgesäbelte Anekdoten'). Tallinn: Tänapäev 2012. 162 S.
- Olen rõõmus jonni pärast ('Ich bin fröhlich aus Trotz'). Tallinn: P. Aimla 2019. 66 S.

## Übersetzungen
Auf Deutsch liegt lediglich eine Humoreske von Priit Aimla vor: Es kam von oben. Übersetzt von Viktor Sepp, in: Diamantensucher und andere estnische Humoresken. Herausgegeben von Harri Lehiste. Tallinn: Perioodika 1980, S. 16–18.